# Schwere Panzer-Abteilung Großdeutschland
De Schwere Panzer-Abteilung Großdeutschland (afgekort als sPz.Abt. GD) was een Duits zwaretankbataljon. De Abteilung kwam in de eerste maanden van 1945 in actie in Oost-Pruisen.

## Geschiedenis
Op 1 juli 1943 volgde de oprichting van een III.(Tiger-)Abteilung van Panzerregiment Großdeutschland in Sennelager door Pz.Ers. und Ausb.Abt. 500, met de 9e compagnie uit 13./Pz.Reg. GD, de 10e compagnie uit 3./Pz.Abt 501 en de 11e compagnie uit 3./Pz.Abt. 504. Bij de oprichting van Pantserkorps Großdeutschland werd de III. Abteilung op 28 december 1944 omgevormd tot Schwere Panzer-Abteilung Großdeutschland en werd daarmee Korpstruppe.
De Abteilung beschikte bij zijn ontstaan over 17 stuks Tiger I. Daarmee moest de Abteilung het doen, want tot het einde werden geen nieuwe Tiger’s meer geleverd. Toen het Rode Leger op 13 januari 1945 weer tot het offensief overging in Polen met o.a. hun Oost-Pruisenoffensief, werd de Abteilung als deel van het pantserkorps al snel ingezet. Maar al de volgende dag werd het korps gesplitst en de Abteilung kwam weer terecht bij de Pantsergrenadierdivisie Großdeutschland. Met deze divisie werd de Abteilung langzaam richting de Oostzee, maar vooral het Frische Haf gedreven. Op 30 januari 1945 ging de Abteilung over tot een tegenaanval bij Maulen en verraste de Sovjets die op de vlucht sloegen. In totaal 68 tanks en 86 antitankkanonnen werden vernietigd in deze actie. De Abteilungscommandant, Bock, verkreeg hiervoor het Ridderkruis. Op 1 februari had de Abteilung nog 11 Tiger’s, waarvan er maar vier inzetbaar waren. De Abteilung ging op deze dag deel uitmaken van de divisionele Panzergruppe. Op 15 maart waren het er nog zes stuks en op 19 maart ging de laatste Tiger bij Pörschken – Wolittnik verloren. Tegen deze tijd was de Abteilung in de Heiligenbeil Pocket gedrongen.

### Einde
Aangezien de Abteilung niet meer over tanks beschikte, was deze de facto vernietigd. De resten van de Abteilung werden nog wel in deze chaotische pocket als infanterie ingezet. Een deel van de resten ging uiteindelijk in Sovjet krijgsgevangenschap. De succesvolste tankbemanningen werden per schip afgevoerd naar Sleeswijk-Holstein en vandaar naar Paderborn om zich om te laten scholen op de Tiger II. Maar die kwamen niet meer beschikbaar, dus ook deze bemanningen werden uiteindelijk als infanterie ingezet.

## Commandanten
| Rang      | Naam      | Begin            | Eind          |
| --------- | --------- | ---------------- | ------------- |
| Hauptmann | Hans Bock | 28 december 1944 | 19 maart 1945 |